# Garati erődtemplom
A garati erődtemplom műemlékké nyilvánított épület Romániában, Brassó megyében. A romániai műemlékek jegyzékében a BV-II-a-B-11666 sorszámon szerepel.